# Vadászrepülőgép

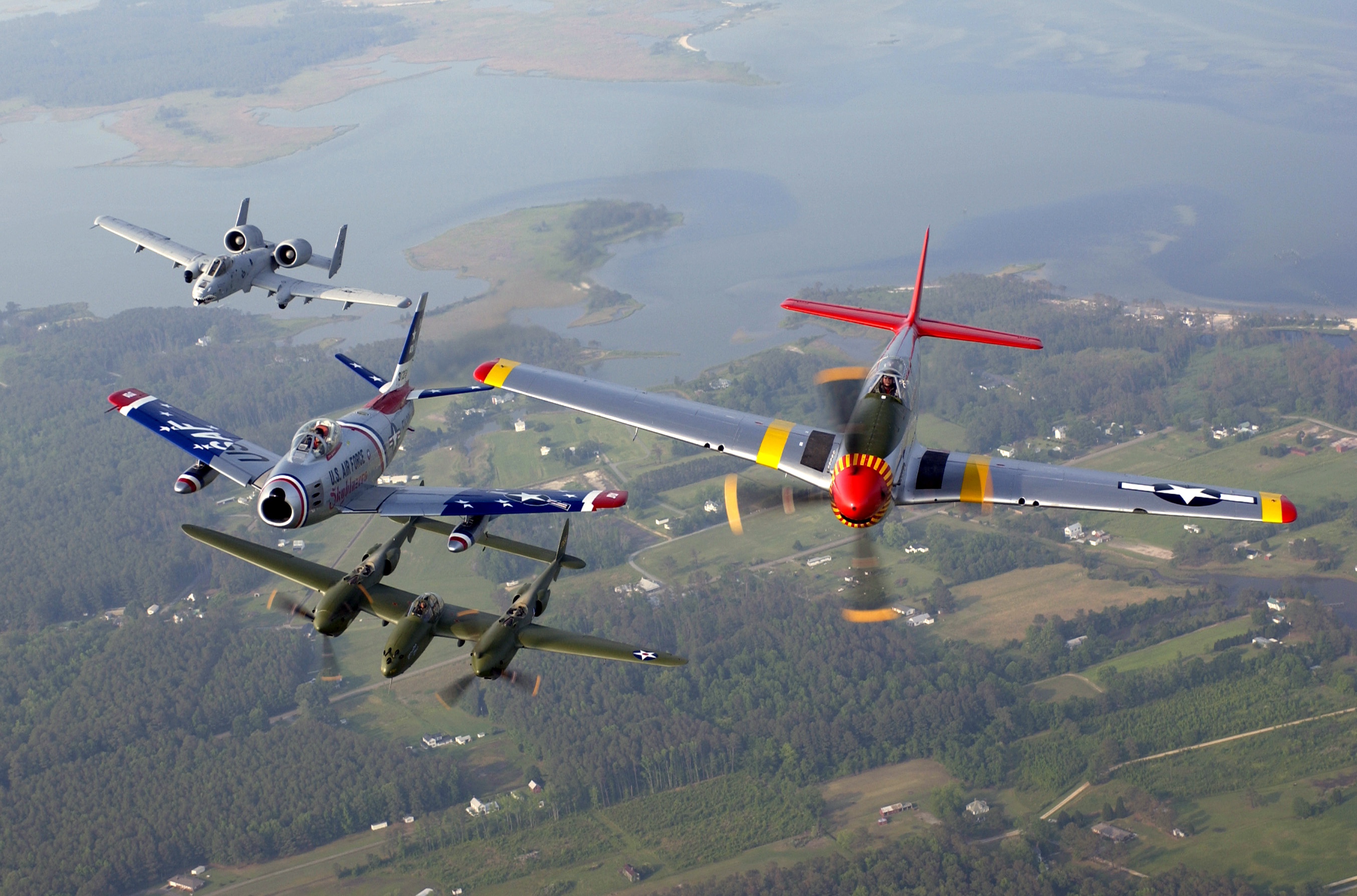
Balról jobbra: A–10A csatarepülőgép, F–86 Sabre, P–38 Lightning és P–51 Mustang típusú vadászgépek kötelékben

A vadászrepülőgép feladata a légifölény biztosítása. Ennek megfelelően nagy tűzerővel, nagy sebességgel és jó manőverezőképességgel kell rendelkeznie.
Fegyverzete általában a törzsbe beépített 1-2 géppuska vagy gépágyú, illetve a szárny és törzs alá függesztett rakéták és bombák. A vadászrepülőgépek sebessége akár a hangsebesség háromszorosát is elérheti. A vadászgépek lehetnek egy-, vagy kétszemélyesek. A gépet a megrendelő által meghatározott feladatnak megfelelő méretűre építik, de elsősorban a fenntartási költségek és a túlélőképesség (minél kedvezőbb tolóerő/tömeg arány, kis radarkeresztmetszet) miatt törekednek a méret és a tömeg lehető legalacsonyabb szinten tartására. A nagy távolságú, vagy hosszabb ideig tartó repülések támogatása céljából rendszerint légi utántöltésre teszik alkalmassá, valamint üzemanyag-póttartály, illeszkedő üzemanyagtartály alkalmazásával növelik a levegőben egy felszállással eltölthető idő mennyiségét. A vadászrepülőgépeknek több változata létezik:
- Napjainkban nem tartanak rendszerben olyan gépet, ami kizárólag légi célok elfogására alkalmas, a repülőgépek földi célok támadására is alkalmasak, ez a vadászbombázó repülőgép.
- A kizárólag a földi csapatok harcának közvetlen támogatására alkalmas, lassabb, de erősebb fegyverzetű és páncélzatú repülőgép a csatarepülőgép.

## Légcsavaros gépek

### Első világháború
Az 1. világháború volt a vadászgépek és pilótáik hőskora. Ezek két- ritkábban egy, vagy három-fedelű gépek voltak, 1-2 közepes géppuskával felszerelve. Híres vadászgépek: Sopwith Camel, Royal Aircraft Factory S.E.5, Fokker Dr.1., Albatros D.III., Fokker D.VII és D.VIII. Híres pilóták : Manfred von Richthofen 80, René Paul Fonck 75, Ernst Udet 62, Eddie Rickenbacker 26, Alekszandr Kazakov 17, Julius Arigi 32, Kiss József 19 légi győzelem.

## Sugárhajtóműves gépek

### 1. generáció (1944–1953)

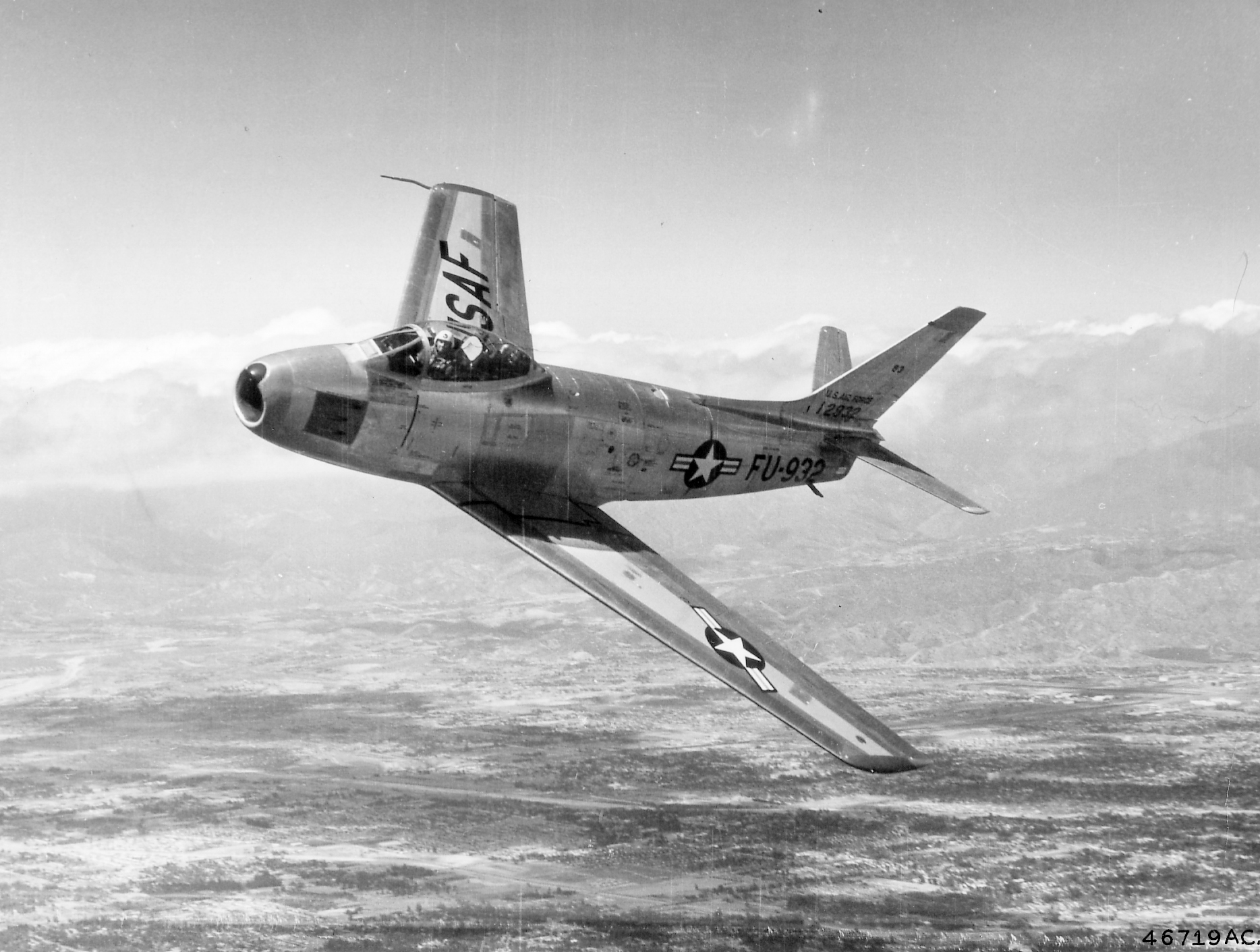
F–86 Sabre típusú, első generációs vadászrepülőgép

Az első generációs harci repülőgépek a második világháború és az ötvenes évek közepe között kifejlesztett, sugárhajtású harci repülőgépek voltak. Ezek a repülőgépek szubszonikusak, azaz még nem tudták átlépni a hangsebességet. A második világháború sok repülőgépével ellentétben már teljesen fémből épültek, nem használtak fel bennük fát vagy textíliát. A világháborúban elterjedt géppuskák helyett szinte kizárólag a nehezebb, de nagyobb tömegű lövedéket messzebbre lőni képes gépágyúk alkották a beépített fegyverzetet, emellett a szárnyak és a törzs alatt, hasonlóan a világháborús repülőgépekhez, nem-irányított rakétákat és bombákat hordoztak. Szárnyuk, a korábban általánosan használt egyenes szárny helyett nyilazott, ami lehetővé tette a nagyobb sebesség elérését. Első generációs harci repülőgépek napjainkban már sehol nem állnak rendszerben.

### 2. generáció (1953–1960)

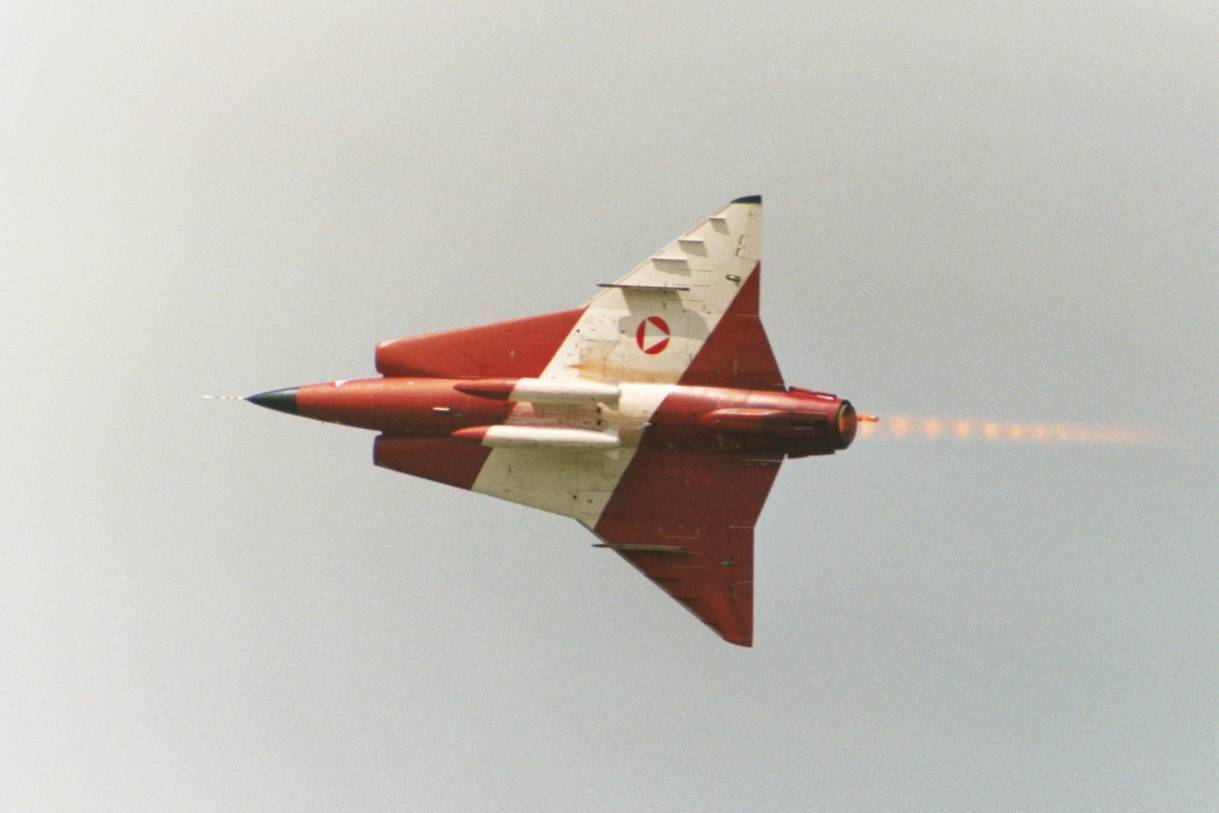
Saab J 35A második generációs vadászrepülőgép

A második generációs harci repülőgépek az ötvenes évek második fele és a hatvanas évek vége között gyártott katonai repülőgépek. Ezek a gépek lépték át először a hangsebességet, fedélzetükön megjelentek az irányított légiharc-rakéták.
Az atomháború küszöbén álló fegyveres erők legfontosabb csapásmérői az atomfegyverrel felszerelt nehézbombázó repülőgépek voltak, a légvédelem gerincét pedig a bombázókat minden időben, minél messzebbről megsemmisíteni képes elfogóvadász repülőgépek alkották. A repülőgépekre a korábbi nyilazott szárny helyett az ekkor feltalált deltaszárnyat terveztek, ez kisebb légellenállás mellett nagyobb felületű és több tüzelőanyag fér bele. Felfedezték a területszabályt, ami szerint a repülőgépeket úgy tervezik, hogy a repülés irányára merőleges keresztmetszetük a gép hosszában nagyjából állandó legyen vagy egyenletesen változzon. Ennek jellegzetes ismérve a szárnyak csatlakozásánál a törzs elvékonyodása, a „kólásüveg-forma” (Például az F–5 Tiger II és a Szu–7 repülőgépeken.) A nagy sebességű repülőgépek le- és felszállási tulajdonságai meglehetősen rosszak voltak. A repülőgépekből elhagyták a korszerűtlennek kikiáltott gépágyúkat, fegyverzetük kizárólag az ekkor elterjedő irányított légiharc-rakétákból állt, ami később, a helyi háborúkban megbosszulta magát. A második generációs repülőgépek ma is nagy tömegben állnak hadrendben, korszerűsítés után meglehetősen költséghatékonyan képesek feladataikat ellátni, bár üzembiztonságuk kívánnivalókat hagy maga után.

### 5. generáció (1990-napjainkig)

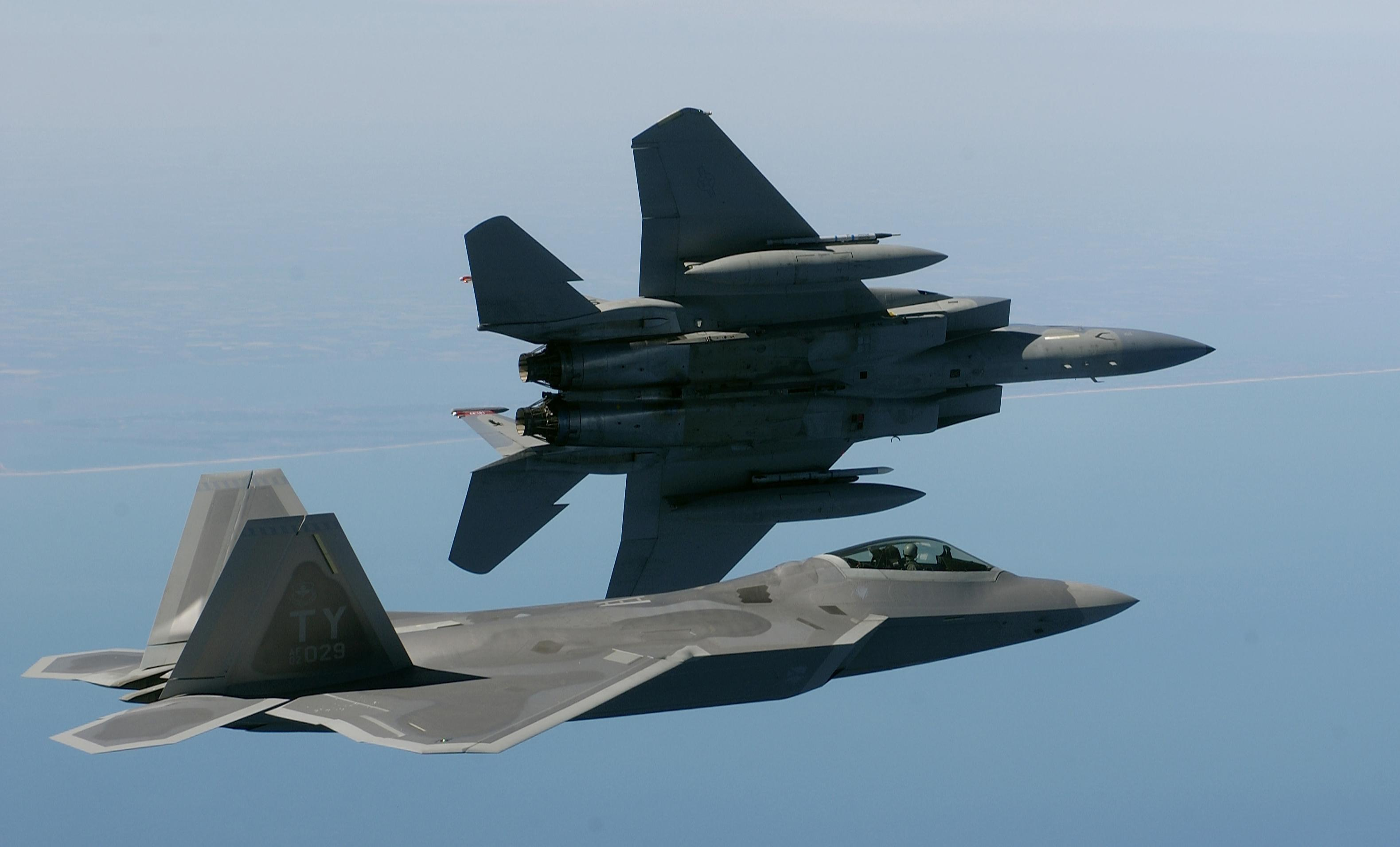
Kötelékben egy F–22A és egy F–15C (utóbbi bal fordulóban)

Az F–22 Raptor amerikai gyártású nehéz vadászbombázó, a világ első ötödik generációs harci repülőgépe. Az Amerikai Légierőnél az F–15 Eagle típust tervezték leváltani vele. Kiemelkedő manőverezőképessége, alacsony észlelhetőségű („lopakodó”) kialakítása, fejlett avionikája és fegyverzete miatt jelenleg kevés olyan repülőgéptípus van, amely a siker reményével vehetné fel vele a harcot. Repülési képességei és manőverezőképessége a többi vadászrepülőgéppel szemben a szuperszonikus sebességtartományban is jó, utánégető használata nélkül is tartósan képes Mach 1,5 sebességgel repülni. A tolóerővektor-eltérítéssel felszerelt hajtóművei miatt igen kis sebességgel repülve is képes intenzív manőverezésre.
Ára rendkívül magas, 120 millió dollár körüli, ha 750 darabot gyártanának belőle (a minimális, 183 darabos megrendelésre vetítve a program teljes költségvetését, 360 millió dollár) illetve olyan innovatív technológiai megoldásokat alkalmaznak benne, hogy exportját az amerikai kongresszus nem támogatja (bár Ausztrália, Dél-Korea, Izrael és Japán érdeklődött a típus iránt). A sorozatos költségmegvonás miatt azonban összesen 195 darab épült meg belőle (8 db teszt-, 187 db sorozatgyártott példány).

### 6. generáció (jövő)
Koncepcionális jövőbeli elképzelése az amerikai légierőnek és haditengerészetnek a 2025-30-as évekre. A két haderőnem a 2030-50-es periódusra keresi az F/A–18E/F Super Hornetek utódját (az F/A–XX programban).A váltótípus valószínűleg az F-35-ös lesz.

## Külső hivatkozások
Harcirepülők